# نجير قشتالي
النجير القشتالي (باللاتينية: Agrostis castellana) نوع نباتي يتبع جنس النجير (باللاتينية: Agrostis) وينتمي إلى الفصيلة النجيلية.

## الموئل والانتشار
موطنه معظم مناطق حوض البحر الأبيض المتوسط حيث يوجد في بلاد الشام والمغرب العربي وتركيا وجنوب أوروبا.

## مرادفات للاسم العلمي
- (باللاتينية: Agrostis capillaris subsp. castellana (Boiss. & Reut.) O. Bolòs & al.)
- (باللاتينية: Agrostis stolonifera subsp. castellana (Boiss. & Reut.) Maire)
- (باللاتينية: Agrostis azorica (Hochst.) Tutin & E. F. Warb.)
- (باللاتينية: Agrostis byzantina Boiss.)
- (باللاتينية: Agrostis canariensis Parl.)
- (باللاتينية: Agrostis frondosa Spreng.)
- (باللاتينية: Agrostis hispanica Boiss. & Reut.)